# Базель III
«Базель III» — документ Базельського комітету з банківського нагляду, що містить методичні рекомендації в області банківського регулювання і затверджений в 2010—2011 рр.
Третя частина Базельської угоди була розроблена у відповідь на недоліки у фінансовому регулюванні, виявлені фінансовою кризою кінця 2000-х років. Базель III підсилює вимоги до капіталу банку і вводить нові нормативні вимоги по ліквідності. Головною метою угоди «Базель III» є підвищення якості управління ризиками в банківській справі, що, в свою чергу, має зміцнити стабільність фінансової системи в цілому.